# بطولة أوروبا لكرة الطائرة للرجال 1967
بطولة أوروبا لكرة الطائرة للرجال 1967 (بالتركية: 1967 Avrupa Erkekler Voleybol Şampiyonası)‏ هو الموسم 7 من  بطولة أمم أوروبا للكرة الطائرة للرجال. أشرف على تنظيمه الاتحاد الأوروبي للكرة الطائرة، وكان عدد الأندية المشاركة فيه  20.